# Azgagrakan Handes
Azgagrakan Handes (arménien : Ազգագրական հանդէս, « Revue ethnographique ») est une revue d'ethnologie publiée en arménien de 1895 à 1916 sous la direction de Yervand Lalayan. 26 volumes de la revue sont  publiés au total, d'abord à Chouchi, puis à Tiflis. Les principaux sujets de la revue sont l'ethnologie, la philologie, l'archéologie, l'architecture, l'histoire et l'art arméniens. Outre Lalayan, les contributeurs notables sont Toros Toramanian, Garegin Hovsepian, Hratchia Adjarian, Garegin Levonyan et d'autres.